# 陈永满
陈永满（1955年—），汉族，中华人民共和国政治人物、第十一届全国政协委员。
担任沈阳飞机工业有限公司副总经理。2008年，当选第十一届全国政协委员，代表中华全国总工会，分入第十八组。